# Emmanuel Petit
Emmanuel ("Manu") Laurent Petit (Dieppe, 22 september 1970) is een Frans voormalig betaald voetballer. Hij speelde meestal als verdedigende middenvelder en soms als centrale verdediger. 

## Clubcarrière
De middenvelder begon als prof in 1988 bij AS Monaco. In 1997 werd Petit gecontracteerd door Arsenal. In zijn eerste seizoen bij de club uit Londen werd Petit direct landskampioen. Datzelfde jaar volgde op het wereldkampioenschap voetbal 1998 de wereldtitel met Frankrijk. Petit bepaalde in de finale tegen Brazilië de eindstand op 3-0, nadat spelmaker Zinédine Zidane de eerste twee Franse treffers voor zijn rekening had genomen.
In 2000 bereikte Petit, bijgenaamd "Manu", met Arsenal de finale van de UEFA Cup, die na strafschoppen werd verloren van Galatasaray. Na de wereldtitel (1998) won Petit met Frankrijk ook de Europese titel op Euro 2000. Na het EK maakte hij samen met Marc Overmars de overstap naar FC Barcelona. Daar kon Petit echter niet overtuigen en in 2001 vertrok hij. Chelsea FC kocht hem voor 11,5 miljoen euro. Ook bij Chelsea wist Petit weinig indruk te maken en toen in 2004 zijn contract bij de club afliep, besloot Petit te stoppen als profvoetballer.

## Clubstatistieken
| Seizoen     | Club         | Competitie     | Competitie | Competitie | Competitie | Beker | Beker | Beker | Internationaal | Internationaal | Internationaal | Totaal | Totaal | Totaal |
| Seizoen     | Club         | Competitie     | Wed.       | Dlp.       | Ass.       | Wed.  | Dlp.  | Ass.  | Wed.           | Dlp.           | Ass.           | Wed.   | Dlp.   | Ass.   |
| ----------- | ------------ | -------------- | ---------- | ---------- | ---------- | ----- | ----- | ----- | -------------- | -------------- | -------------- | ------ | ------ | ------ |
| 1988/89     | AS Monaco    | Ligue 1        | 9          | 0          | 0          | 9     | 1     | 0     | 0              | 0              | 0              | 18     | 1      | 0      |
| 1989/90     | AS Monaco    | Ligue 1        | 28         | 0          | 0          | 1     | 0     | 0     | 7              | 0              | 0              | 36     | 0      | 0      |
| 1990/91     | AS Monaco    | Ligue 1        | 27         | 1          | 0          | 6     | 0     | 0     | 5              | 0              | 0              | 38     | 1      | 0      |
| 1991/92     | AS Monaco    | Ligue 1        | 28         | 0          | 1          | 4     | 0     | 0     | 7              | 0              | 1              | 39     | 0      | 2      |
| 1992/93     | AS Monaco    | Ligue 1        | 24         | 1          | 2          | 2     | 0     | 0     | —              | —              | —              | 26     | 1      | 2      |
| 1993/94     | AS Monaco    | Ligue 1        | 28         | 0          | 2          | 2     | 0     | 0     | 10             | 0              | 1              | 40     | 0      | 3      |
| 1994/95     | AS Monaco    | Ligue 1        | 25         | 1          | 5          | 2     | 0     | 0     | —              | —              | —              | 27     | 1      | 5      |
| 1995/96     | AS Monaco    | Ligue 1        | 23         | 1          | 1          | 3     | 0     | 0     | 1              | 0              | 0              | 27     | 1      | 1      |
| 1996/97     | AS Monaco    | Ligue 1        | 29         | 0          | 0          | 4     | 0     | 0     | 7              | 0              | 0              | 40     | 0      | 0      |
| Club Totaal | Club Totaal  | Club Totaal    | 221        | 4          | 11         | 33    | 1     | 0     | 37             | 0              | 2              | 291    | 5      | 13     |
| 1997/98     | Arsenal      | Premier League | 32         | 2          | 7          | 8     | 0     | 2     | 2              | 0              | 0              | 42     | 2      | 9      |
| 1998/99     | Arsenal      | Premier League | 27         | 4          | 3          | 4     | 2     | 0     | 3              | 0              | 3              | 34     | 6      | 6      |
| 1999/00     | Arsenal      | Premier League | 26         | 3          | 7          | 3     | 0     | 0     | 10             | 0              | 1              | 39     | 3      | 8      |
| Club Totaal | Club Totaal  | Club Totaal    | 85         | 9          | 17         | 15    | 2     | 2     | 15             | 0              | 4              | 115    | 11     | 23     |
| 2000/01     | FC Barcelona | La Liga        | 23         | 1          | 0          | 5     | 0     | 0     | 10             | 0              | 0              | 38     | 1      | 0      |
| Club Totaal | Club Totaal  | Club Totaal    | 23         | 1          | 0          | 5     | 0     | 0     | 10             | 0              | 0              | 38     | 1      | 0      |
| 2001/02     | Chelsea      | Premier League | 27         | 1          | 1          | 8     | 0     | 0     | 3              | 0              | 0              | 38     | 1      | 1      |
| 2002/03     | Chelsea      | Premier League | 24         | 1          | 4          | 6     | 1     | 0     | 1              | 0              | 0              | 31     | 2      | 4      |
| 2003/04     | Chelsea      | Premier League | 4          | 0          | 1          | 1     | 0     | 0     | 2              | 0              | 1              | 7      | 0      | 2      |
| Club Totaal | Club Totaal  | Club Totaal    | 55         | 2          | 6          | 15    | 1     | 0     | 6              | 0              | 1              | 76     | 3      | 7      |
| TOTAAL      | TOTAAL       | TOTAAL         | 384        | 16         | 34         | 68    | 4     | 2     | 68             | 0              | 7              | 520    | 20     | 43     |

## Interlandcarrière
Onder leiding van bondscoach Michel Platini maakte Petit zijn debuut voor Les Bleus op 15 augustus 1990 in de vriendschappelijke thuiswedstrijd tegen Polen (0-0) in Parijs. Hij vormde in dat duel een verdedigingslinie met Manuel Amoros, Franck Sauzée en Bernard Casoni.
| Interlanddoelpunten | Interlanddoelpunten | Interlanddoelpunten | Interlanddoelpunten    | Interlanddoelpunten | Interlanddoelpunten | Interlanddoelpunten | Interlanddoelpunten |
| №                   | Datum               | Locatie             | Wedstrijd              | Goal(s)             | Score               | Uitslag             | Competitie          |
| ------------------- | ------------------- | ------------------- | ---------------------- | ------------------- | ------------------- | ------------------- | ------------------- |
| 1                   | 24 juni 1998        | Lyon                | Frankrijk – Denemarken | 57'                 | 2 – 1               | 2 – 1               | WK-eindronde        |
| 2                   | 12 juli 1998        | Parijs              | Brazilië – Frankrijk   | 90'                 | 0 – 3               | 0 – 3               | WK-eindronde        |
| 3                   | 5 juni 1999         | Parijs              | Frankrijk – Rusland    | 48'                 | 1 – 1               | 2 – 3               | EK-kwalificatie     |
| 4                   | 2 september 2000    | Parijs              | Frankrijk – Engeland   | 64'                 | 1 – 0               | 1 – 1               | Oefeninterland      |
| 5                   | 6 oktober 2001      | Parijs              | Frankrijk – Algerije   | 32'                 | 2 – 0               | 4 – 1               | Oefeninterland      |
| 6                   | 13 februari 2002    | Parijs              | Frankrijk – Roemenië   | 27'                 | 2 – 0               | 2 – 1               | Oefeninterland      |

## Erelijst
AS Monaco
- Division 1: 1996/97
- Coupe de France: 1990/91

 Arsenal FC
- Premier League: 1997/98
- FA Cup: 1997/98
- FA Charity Shield: 1998, 1999

 Frankrijk
- Wereldkampioenschap voetbal: 1998
- Europees kampioenschap voetbal: 2000

Individueel
- Division 1 Nieuwkomer van het Jaar: 1990
- Premier League Speler van de Maand: april 1998
- Bronzen Onze: 1998
- PFA Premier League Team van het Jaar: 1998/99

Onderscheidingen
- Chevalier of the Légion d'honneur: 1998